# دانشکده کشاورزی دانشگاه کردستان
دانشکده کشاورزی دانشگاه کردستان یکی از دانشکده‌های دانشگاه کردستان است که از سال ۱۳۷۱ فعالیت خود را آغاز و پس از گذشت حدود سه دهه، در حال حاضر نقش کلیدی را در آموزش کشاورزی در استان کردستان ایفا می‌کند.
حضور بیش از ۷۰ عضو هیئت علمی توانمند به صورت تمام وقت در گروه‌های آموزشی مختلف، امکانات آزمایشگاهی، مزارع و گلخانه‌های تحقیقاتی طیف گسترده‌ای از فعالیت‌های آموزشی و پژوهشی را در زمینه‌های مختلف کشاورزی موجب شده است.
در حال حاضر دانشکده کشاورزی در ۹ گروه آموزشی شامل گروه‌های علوم دامی، زراعت و اصلاح نباتات، گیاهپزشکی، علوم باغبانی، علوم و مهندسی آب، علوم و مهندسی خاک، مهندسی بیوسیستم، اقتصاد کشاورزی و مهندسی صنایع غذایی در مقاطع کارشناسی (۱۳ رشته)، کارشناسی ارشد (۲۹ رشته) و دکتری (۹ رشته) فعال و مبادرت به پذیرش دانشجو می‌نماید.

## گروه‌های آموزشی

### گروه علوم دامی
گروه علوم دامی دانشگاه کردستان اولین و قدیمی‌ترین گروه آموزشی دانشکده کشاورزی است که در سال ۱۳۷۱ با پذیرش دانشجو در مقطع کاردانی رشته تکنولوژی تولیدات دامی شروع به کار نموده است. این گروه با داشتن ۱۱ عضو هیئت علمی و برخورداری از آزمایشگاه‌های تخصصی و مزارع پرورشی دام و طیور، دارای سابقه و ظرفیت بالایی جهت آموزش و تحقیقات در زمینه‌های متنوع علوم دامی شامل  تغذیه دام و طیور، پرورش و اصلاح‌نژاد دام و طیور، فیزیولوژی دام و بهینه‌سازی برنامه‌های تولیدمثلی می‌باشد.
مراحل پذیرش دانشجو در این رشته در گذر زمان به شرح زیر بوده است:
- ۱۳۷۱ کاردانی تکنولوژی تولیدات دامی
- ۱۳۷۶ کارشناسی ناپیوسته علوم دامی
- ۱۳۸۲ کارشناسی ارشد (در سه گرایش)
- ۱۳۸۷ کارشناسی پیوسته علوم دامی
- ۱۳۹۰ دکتری تغذیه دام و طیور
- ۱۳۹۱ دکتری ژنتیک و اصلاح دام
- ۱۳۹۲ دکتری فیزیولوژی دام
- ۱۳۹۷ کارشناسی علوم آزمایشگاهی دامپزشکی

دانش‌آموختگان بخش علوم دامی می‌توانند در مدیریت واحدهای صنعتی و تولیدی دامپروری و صنایع وابسته (از جمله مرغداری‌های گوشتی و تخمگذار، گاوداری شیری، پرواربندی دام، واحدهای پرورش گوسفند و بز، زنبورداری صنعتی) مشارکت داشته باشند. همچنین این امکان وجود دارد در سازمانها و نهادهایی مانند جهاد کشاورزی، بانکها، هنرستان‌های کشاورزی، آموزشکده‌ها و واحدهای آموزش عالی، شرکت‌های خصوصی و مراکز تحقیقاتی و مشاورهای به فعالیت بپردازند. بسیاری از دانشجویان قبلی علوم دامی دانشگاه کردستان، در حال حاضر دربخش‌های مختلف دامپروری استان و کشور، به عنوان مدیر، مشاور یا کارشناس مشغول به کار هستند.

### گروه زراعت و اصلاح نباتات
گروه زراعت و اصلاح نباتات در سال ۱۳۷۵ با هدف آموزش دانشجویانی که بتوانند به عنوان کارشناس در مناطق مختلف تولید گیاهان زراعی، فعالیت نمایند تشکیل گردید. این گروه ابتدا با پذیرش دانشجو در مقطع کاردانی تکنولوژی تولیدات گیاهی شروع به کار نمود. در سال ۱۳۸۳ به تربیت دانشجو در مقطع کارشناسی ناپیوسته زراعت پرداخت و در سال ۱۳۸۶، موفق به پذیرش دانشجو در مقطع کارشناسی ارشد زراعت گردید.
در سال ۱۳۸۷ گروه زراعت و اصلاح نباتات در رشته بیوتکنولوژی کشاورزی در بعد تحصیلات تکمیلی، توسعه بیشتری یافت و به پذیرش دانشجو در مقطع کارشناسی ارشد این رشته پرداخت. در سال ۱۳۸۸ جذب دانشجو در مقاطع کاردانی و کارشناسی ناپیوسته متوقف گردید و به جای آنها رشته کارشناسی پیوسته زراعت و اصلاح نباتات با گرایش اصلاح نباتات دایر گردید. در سال ۱۳۹۱ نیز گروه، موفق به پذیرش دانشجو در مقطع کارشناسی ارشد اگرواکولوژی گردید.
پس از توسعه رشته‌های مختلف در مقطع کارشناسی ارشد، گروه زراعت و اصلاح نباتات در سال ۱۳۹۱ اقدام به پذیرش دانشجو در مقطع دکتری رشته زراعت نمود. همچنین بعد از جذب دانشجویان کارشناسی بیوتکنولوژی کشاورزی در سال ۱۳۹۴، گروه موفق به پذیرش دانشجو در مقطع دکتری بیوتکنولوژی کشاورزی در سال ۱۳۹۵ گردید.

#### رشته‌ها
زراعت
اهمیت و جایگاه رشته زراعت به عنوان پایه و اساس رشته‌های مختلف کشاورزی کاملاً محرز می‌باشد. هدف از ایجاد این رشته در مقاطع کارشناسی، کارشناسی ارشد و دکتری، تربیت افرادی است که بتوانند به عنوان متخصص در زمینه‌های مختلف تولیدی، برنامه‌ریزی‌های منطقه‌ای و مطالعاتی و به عنوان مجری امور تحقیقات کشاورزی یا به عنوان مدیر و مجری واحدهای تولیدی دولتی و خصوصی بخش کشاورزی، منشأ خدمت باشند. با برنامه‌ریزی صحیح و دقیق و با استفاده از دانش متخصصین رشته زراعت، می‌توان به میزان هر چه بیشتر از زمین‌های کشور برای افزایش عملکرد در اراضی آبی و دیم و ارتقا کیفیت محصولات زراعی بهره‌برداری کرد.

#### اصلاح نباتات
به منظور نیل به خودکفائی در تولید مواد غذایی و صنعتی لازم است متخصصانی تربیت شوند که بتوانند با استفاده از دانش و تجربیات خود، تولید اقتصادی گیاهان زراعی را به‌طور علمی امکان‌پذیر سازند و از امکانات موجود در کشور جهت به‌نژادی محصولات زراعی حداکثر استفاده را نموده، در امور تحقیقات و آموزش و برنامه‌ریزی کشاورزی نیز خدمت نمایند. اصلاح نباتات یکی از گرایش‌های مهم و اساسی در مجموعه مهندسی کشاورزی به‌شمار می‌آید. بررسی تنوع ژنتیکی از طریق نشانگرهای مولکولی، بهبود صفات کیفی محصولات جهت جلوگیری از تبعاتی نظیر گرسنگی پنهان، انجام برنامه‌های تلاقی و مطالعات مولکولی و سیتوژنتیکی هیبریدهای درون و بین گونه‌ای، افزایش مقاومت به تنش‌های زیستی و غیر زیستی، برخی از مهمترین اهداف اصلاح گیاهان به شمار می‌روند.

#### اگرواکولوژی
در عصر امروز، اگرواکولوژی از نظر علمی جایگاه ویژه‌ای را به خود اختصاص داده و یکی از اولویت‌های رشته‌های کشاورزی محسوب می‌شود. آشکار شدن پیامدهای منفی ناشی از سیستم‌های متداول از جمله تغییر اقلیم، آلودگی‌های زیست محیطی، افزایش مقاومت آفات و افت کیفیت محصولات، ضرورت تأسیس این رشته را اجتناب ناپذیر کرده‌است. هدف از تربیت دانشجویان کارشناسی ارشد اگرواکولوژی، کسب توانایی‌های لازم جهت آنالیز اکوسیستم‌های زراعی و به‌کارگیری فناوری‌های بوم سازگار در ابعاد منطقه‌ای و ملی می‌باشد. متخصصین این بخش با یادگیری راهکارهای تخصصی و رویکرد به سیستم‌های کشاورزی اکولوژیک می‌توانند در زمینه حفظ پایداری تولید گیاهان زراعی و تأمین سلامت جامعه، کشت ارگانیک و تولید محصولات استاندارد، رویکرد به بوم نظام‌های کم نهاده و سازگار با طبیعت جهت تولید گیاهان دارویی، مثمر ثمر بوده و در سیاست گذاریهای کلان و بلند مدت، جوابگوی نیازهای مبرم جامعه باشند.

#### بیوتکنولوژی کشاورزی
بسط وگسترش زیست فناوری در کشاورزی که مرتبط با تکنولوژی‌های جدید و مدرن می‌یاشد، برای تأمین نیازهای جامعه بشری از اولویت بسیار بالایی برخوردار است. بیوتکنولوژی حاوی مجموعه ای از علوم و تکنولوژیهای مختلف است که شامل کشت بافت، ژنتیک مولکولی، میکروبیولوژی، بیوشیمی و مهندسی ژنتیک است. هدف از تأسیس رشته بیوتکنولوژی کشاورزی در مقاطع مختلف، تربیت کارشناسان و متخصصان متعهدی است که با یادگیری و بکارگیری علوم و تکنیک‌های جدید لازم بتوانند در زمینه‌های مختلف از جمله توسعه روش‌های درون شیشه‌ای تولید و تکثیر بذر و نهال گیاهان، تولید گیاهان تراریخت، تولید واکسن‌های خوراکی در گیاهان، شناسایی و دست ورزی ژن‌های مفید موجودات، تولید پروتئین‌های دارویی و نوترکیب، به بهبود وضعیت کشاورزی و افزایش کارایی آنها بپردازند. همچنین تعلیم و تربیت نیروی کارشناس متخصص مورد نیاز مراکز تولیدی، خدماتی و تحقیقاتی کشاورزی از اهداف عمده برگزاری این دوره‌ها می‌باشد.

### علوم علف‌های هرز
این رشته در مقطع کارشناسی ارشد در سال 1397 آغاز به پذیرش دانشجو نمود. آلودگی مزارع و باغات استان کردستان و همچنین در سطح کشور به علف‌های هرز عامل تهدید کنندهَای برای کشاورزی کشور بشمار می‌رود بطوریکه برای تولید در هر هکتار از محصولات عمده کشاورزی بطور متوسط ۱۹ درصد فعالیت تولید کنندگان (نفر-روز-کار) صرف مبارزه با علف‌های هرز می‌شود که سالیانه هزینه زیادی را بر کشاورزان تحمیل می‌کند.
علاوه برآن علف‌های هرز موجب کاهش کیفیت و افزایش هزینه‌های تولید بخصوص هزینه‌های برداشت شده و موجب هدر رفتن آب در مزارع می‌گردد.
در این رشته دانشجویان، با اصول شناسایی، بیولوژی و اکولوژی علف‌های هرز و همچنین روش‌های مبارزه و اساس به کارگیری آنها را فرا خواهند گرفت.

### گروه گیاهپزشکی
با توجه به نیاز استان کردستان به حفاظت از گیاهان در مقابل خسارت قابل توجه آفات و بیماری‌ها و حضور اعضای هیئت‌علمی متخصص در رشته گیاهپزشکی در دانشگاه کردستان، گروه گیاهپزشکی در سال ۱۳۸۴ در دانشکده کشاورزی تأسیس شد و با پذیرش دانشجو در مقطع کارشناسی گیاه پزشکی رسماً شروع به کار کرد. با جذب و افزایش تعداد اعضای هیئت‌علمی متخصص در گرایش‌های مختلف بعد از گذشت دو سال این گروه در سال ۱۳۸۶ اقدام به پذیرش دانشجوی تحصیلات تکمیلی در مقطع کارشناسی ارشد رشته بیماری‌شناسی گیاهی نمود. همچنین در سال ۱۳۸۸ گروه توانست پذیرش دانشجو در مقطع کارشناسی ارشد رشته حشره شناسی کشاورزی را شروع کند. از سال ۱۳۹۲ نیز پذیرش و تربیت دانشجوی دکتری در رشته بیماری شناسی گیاهی در این گروه شروع شده است. هم‌اکنون گروه گیاه پزشکی با ۹ نفر عضو هیئت‌علمی تمام وقت در مقطع کارشناسی گیاه پزشکی، کارشناسی ارشد (حشره شناسی کشاورزی و بیماری شناسی گیاهی) و مقطع دکتری (بیماری شناسی گیاهی) دانشجو تربیت می‌کند.
پیشگیری و یافتن راهکارهای مناسب برای مدیریت بیماری‌ها و آفات مختلف گیاهان زراعی، باغی و جنگلی به منظور افزایش هر چه بیشتر عملکرد و تولید مواد گیاهی، ضمن تأکید بیشتر بر حفظ محیط زیست، وظیفه و رسالت اصلی گروه گیاهپزشکی می‌باشد. از مهمترین اهداف گروه می‌توان به موارد زیر اشاره کرد:
- شناسایی عوامل مختلف بیماری‌زای گیاهی از جمله قارچ‌ها، باکتری‌ها، ویروس‌ها، ویروئیدها و نماتدهای پاتوژن گیاهی
- مطالعه ژنتیک جمعیت و ساختار ژنتیکی عوامل بیماری‌زای گیاهی
- سبب شناسی و مطالعات اپیدمیولوژیکی بیماری‌های مختلف گیاهی
- شناسایی آفات مهم گیاهی
- مطالعه فیزیولوژی، اکولوژی و دینامیک جمعیت آفات مهم گیاهی
- شناسایی دشمنان طبیعی و عوامل بیوکنترل مؤثر در کنترل آفات و بیماری‌های مهم گیاهی
- مدیریت آفات و بیماری‌های گیاهی

### گروه علوم باغبانی
رشته علوم باغبانی مجموعه ای از علوم، هنر و فنون در زمینه‌های گیاهشناسی، فیزیولوژی گیاهی، توسعه و بهبود روشهای نوین میوه کاری، سبزیکاری، گل‌کاری، گیاهان دارویی، بهبود کیفیت پس از برداشت محصول و کاهش ضایعات پس از برداشت و اصلاح  ژنتیکی گیاهان به روشهای سنتی و نوین می‌باشد.
از سال ۱۳۸۰ دانشجوی کارشناسی ناپیوسته تولیدات گیاهی گرایش باغبانی در دانشکده کشاورزی پذیرش گردید. در این زمان این دانشجویان زیر نظر گروه زراعت بودند. این گروه در مهرماه سال ۱۳۸۲ برای اولین بار استقلال کامل یافت و توانست در مقطع کارشناسی ناپیوسته «رشته باغبانی» با پذیرش ۳۰ نفر دانشجو کار خود را ادامه داد.
این گروه در سال ۱۳۸۵ دانشجوی کارشناسی ناپیوسته در رشته علوم باغبانی را پذیرش نمود. اکنون این گروه دارای سه نفر هیئت علمی در مرتبه استادیار و دو نفر دانشجوی دوره دکتری بوده ودر دوره روزانه دانشجوی کارشناسی پیوسته و کارشناسی ارشد ناپیوسته می‌پذیرد. تعداد دانشجویان دوره کارشناسی در حال حاضر ۱۷۹ نفر و تعداد دانشجویان دوره کارشناسی ارشد ۲۲ نفر می‌باشند.

### گروه علوم و مهندسی آب
گروه علوم و مهندسی آب دانشگاه کردستان در سال ۱۳۸۵ تأسیس و در همان سال اقدام به پذیرش دانشجو در مقطع کارشناسی نمود. با دایر شدن مقطع کارشناسی ارشد آبیاری و زهکشی در سال ۱۳۸۶، روند توسعهٔ گروه در بخش تحصیلات تکمیلی شتاب بیشتری گرفت و هم‌اکنون با داشتن ۸ نفر عضو هیئت علمی تمام وقت، یکی از گروه‌های آموزشی دانشگاه کردستان می‌باشد. بسیاری از فارغ التحصیلان هر دو مقطع کارشناسی و کارشناسی ارشد گروه علوم و مهندسی آب دانشگاه کردستان هم‌اکنون در بخش‌های مختلف دولتی و خصوصی مشغول به فعالیت هستند. از امکانات و آزمایشگاه‌های گروه علوم و مهندسی آب دانشگاه کردستان می‌توان از آزمایشگاه کیفیت آب، آزمایشگاه آبیاری عمومی، آزمایشگاه هیدرولیک، آزمایشگاه آبیاری تحت فشار، آزمایشگاه پمپ و هیدرومکانیکال، آزمایشگاه مکانیک خاک و مصالح ساختمانی، آزمایشگاه مساحی و نقشه‌برداری و آزمایشگاه هواشناسی نام برد. وجود این آزمایشگاه‌ها همراه با یک سوله تحقیقاتی که در سال ۱۳۹۵ تأسیس گردید مجموعه کامل و جامعی را جهت تحقق بخشیدن به اهداف گوناگون آموزشی، پژوهشی و تحقیقاتی مرتبط با مهندسی آب فراهم نموده‌است. توسعه رشته علوم و مهندسی آب در گرایش‌های هیدروانفورماتیک، مدیریت و برنامه‌ریزی منابع آب، مهندسی رودخانه، و هواشناسی کشاورزی در مقطع کارشناسی ارشد و گرایش آبیاری و زهکشی در مقطع دکتری تخصصی جزو اهداف کوتاه مدت گروه می‌باشد.

### گروه علوم و مهندسی خاک
گروه علوم و مهندسی خاک در مهرماه سال ۱۳۸۸ در دانشکده کشاورزی دانشگاه کردستان با نام گروه مهندسی علوم خاک تأسیس و اقدام به پذیرش دانشجو در مقطع کارشناسی نمود. جهت توسعه تحصیلات تکمیلی و ارتقاء فعالیت‌های پژوهشی، گروه در سال ۱۳۹۱ مجوز پذیرش دانشجو در مقطع کارشناسی ارشد رشته علوم و مهندسی خاک گرایش فیزیک و حفاظت خاک را اخذ و در سال ۱۳۹۳ نیز مجوز اخذ دانشجو در مقطع کارشناسی ارشد در دو گرایش دیگر تحت عنوان پیدایش، رده‌بندی و ارزیابی خاک و بیولوژی و بیوتکنولوژی خاک را اخذ نموده و اقدام به پذیرش دانشجو نمود. هم‌زمان با ایجاد تغییرات گسترده در سرفصل رشته‌های مهندسی علوم خاک، در سال ۱۳۹۲ نام گروه به علوم و مهندسی خاک تغییر یافت. بنیان اصلی گروه به همت مرحوم دکتر سید صابر شاهویی و مهندس سید محمد طاهر حسینی در سال ۱۳۷۳ بنیان نهاده شد و تا قبل از سال ۱۳۸۸ تنها به ارائه دروس خاک‌شناسی عمومی، ارزیابی قابلیت اراضی، حفاظت خاک و جغرافیای خاک‌ها می‌پرداخت و گروه مستقلی نبود؛ اما از سال ۱۳۸۸ به عنوان یک گروه آموزشی مستقل رسماً آغاز به کار کرد.
در حال حاضر گروه دارای شش نفر عضو هیئت‌علمی تمام‌وقت می‌باشد. با توجه به چشم‌انداز توسعه دانشگاه امید می‌رود در آینده نزدیک گروه بتواند در مقطع کارشناسی ارشد گرایش شیمی و حاصلخیزی خاک نسبت به پذیرش دانشجو اقدام نماید.

### گروه مهندسی بیوسیستم
گروه مهندسی بیوسیستم در سال ۱۳۸۶ در دانشکده کشاورزی دانشگاه کردستان با نام گروه مهندسی مکانیک ماشین‌های کشاورزی و با جذب دانشجو در مقطع کارشناسی تأسیس گردید. در سال ۱۳۹۱ با راه‌اندازی مقطع کارشناسی ارشد، گام‌های اولیه جهت توسعه تحصیلات تکمیلی و ارتقاء فعالیت‌های پژوهشی گروه برداشته شد.
همزمان با ایجاد تغییرات گسترده در سرفصل رشته‌های مرتبط با ماشین‌های کشاورزی، در سال ۱۳۹۲ نام گروه به مهندسی بیوسیستم تغییر یافت. در حال حاضر این گروه در مقطع کارشناسی رشته مهندسی مکانیک بیوسیستم و مهندسی ماشین‌های صنایع غذایی و در مقطع کارشناسی ارشد رشته مهندسی مکانیک بیوسیستم با گرایش‌های طراحی ماشین‌های کشاورزی و فناوری پس از برداشت به آموزش دانشجویان می‌پردازد. توسعه رشته مهندسی مکانیک بیوسیستم در گرایش انرژی‌های تجدیدپذیر در سطح کارشناسی ارشد و گرایش طراحی ماشین‌های کشاورزی در سطح دکتری تخصصی و نیز تأسیس رشته مهندسی مکانیزاسیون کشاورزی در سطح کارشناسی ارشد از اهداف میان مدت این گروه است.
وجود امکانات مناسب در کارگاه‌ها و آزمایشگاه‌های گروه و نیز بهره‌مندی از کادر هیئت علمی مجرب و برجسته، این امکان را به وجود آورده است تا گروه مهندسی بیوسیستم دانشگاه کردستان در آینده‌ای نزدیک در زمره گروه‌های برتر در کشور قرار گیرد.

### گروه اقتصاد کشاورزی
مجوز ایجاد رشته مهندسی اقتصاد کشاورزی در دانشگاه کردستان در سال ۱۳۸۵ از طرف وزارت علوم تحقیقات و فناوری صادر و متعاقب آن گروه اقتصاد کشاورزی در دانشکده کشاورزی و منابع طبیعی تشکیل و از مهر ماه ۱۳۸۵ اولین دوره پذیرش دانشجو به تعداد ۳۵ نفر به صورت روزانه شروع گردید.
از مهرماه ۸۸ نیز پذیرش دانشجو در دوره کارشناسی ارشد به صورت دوره شبانه شروع گردید؛ و در سال تحصیلی ۹۳–۹۲ دانشجوی ارشد به صورت روزانه هم پذیرش شد.

## مزارع تحقیقاتی

### مزرعه آموزشی و تحقیقاتی شماره ۱
مزرعه شماره ۱ به مساحت ۱۰ هکتار در فاصله ۴ کیلومتری دانشگاه کردستان و در مجاورت روستای دوشان سنندج واقع شده است. بخشی از زمین‌های این مزرعه برای انجام عملیات کشاورزی دانشجویان، اجرای طرح‌های تحقیقاتی و همچنین تولید محصولات عمده منطقه مثل گندم، یونجه و ذرت علوفه‌ای مورد بهره‌برداری قرار می‌گیرد.

### مزرعه  آموزشی و تحقیقاتی شماره ۲
مزرعه آموزشی تحقیقاتی دهگلان به مساحت ۵۰ هکتار در فاصله ۳۵ کیلومتری شهرستان سنندج و در مجاورت شهرستان دهگلان قرار گرفته است. این مزرعه تحت پوشش سیستم آبیاری بوده و طرح‌هایی برای ترمیم و تقویت سیستم آبیاری در دست اجرا است. بخشی از این مزرعه به انجام طرحهای تحقیقاتی دانشجویان کارشناسی ارشد اختصاص یافته است.

### مزرعه آموزشی و تحقیقاتیبیجار
این مزرعه حدود ۲۰۰ هکتار زمین دیم را شامل میشود که به‌طور عمده به کشت گندم دیم اختصاص یافته است.